# Aellopos aguacana
Aellopos aguacana är en fjärilsart som beskrevs av Gehlen. 1944. Aellopos aguacana ingår i släktet Aellopos och familjen svärmare. Inga underarter finns listade i Catalogue of Life.